# Pablo Neruda
Pablo Neruda, vlastním jménem Ricardo Eliezer Neftalí Reyes y Basoalto (12. července 1904 Parral, Chile – 23. září 1973 Santiago de Chile, Chile), byl chilský komunistický básník, diplomat a politik, nositel Nobelovy ceny za literaturu (1971), autor řady básnických sbírek. Není jisté, jak jeho literární pseudonym vznikl. Vedou se teorie, že mu byl předlohou český spisovatel Jan Neruda, avšak sám Pablo nikdy nepřiznal, jak jméno Pablo Neruda vzniklo.
Jeho dílo bylo přeloženo do mnoha jazyků a je považován za jednoho z největších a nejvlivnějších básníků 20. století. Psal v mnoha básnických stylech od eroticky nabitých milostných básní, (např. sbírka Dvacet milostných básní a jedna zoufalá píseň), surrealistických básní, historických eposů až po politické manifesty.
Během svého života zastával mnoho diplomatických funkcí a působil jako senátor v chilském Senátu za chilskou komunistickou stranu. Když konzervativní chilský prezident González Videla zakázal v Chile komunismus, byl na něj vydán zatykač. Přátelé ho měsíce skrývali doma ve sklepě v chilském přístavním městě Valparaísu. Poté utekl do exilu přes horský průsmyk blízko Maihujského jezera do Argentiny. Pár let poté se stal blízkým spolupracovníkem socialistického prezidenta Salvadora Allendeho.
V době chilského státního převratu vedeného Augustem Pinochetem byl hospitalizován s rakovinou a po dvanácti dnech zemřel na srdeční infarkt. Už za svého života byl legendou, jeho smrt se stala silným symbolem rezonujícím po celém světě. Pinochet odmítl přeměnit jeho pohřeb na veřejnou událost, ale tisíce truchlících Chilanů neuposlechly zákazu vycházení a zaplavily ulice, aby mu vzdaly hold. Jeho pohřeb se stal prvním veřejným protestem proti tehdejšímu režimu.

## Začátky

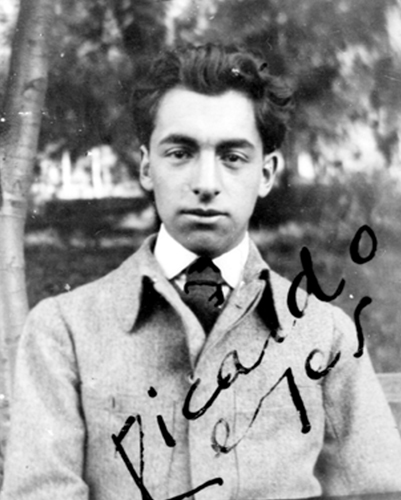
Fotografie mladého Nerudy pod jménem Ricardo Reyes.

Narodil se v Parralu (město v Linareské provincii v regionu Maule, asi 400 km jižně od Santiaga). Jeho otec, José del Carmen Reyes Morales, pracoval u železnice. Jeho matka, Rosa Basoalto, byla učitelka, která zemřela dva měsíce po jeho narození. Společně s otcem se brzo odstěhovali do Temuca, kde si otec vzal Trinidad Candia Marverde, ženu s kterou měl již před devíti lety dítě, devítiletého chlapce, který se jmenoval Rodolfo. Vyrůstal také se svojí nevlastní sestrou Lautou, která byla jednou z několika otcových nemanželských dětí.

## Pseudonym
Po druhém jméně své matky byl pokřtěn „Neftalí“. Otec byl proti jeho zájmu o psaní a literaturu, ale on sám měl podporu od ostatních, např. i od budoucí laureátky Nobelovy ceny Gabriely Mistralové, která vedla místní dívčí školu. Protože první literární pokusy jeho otec nelibě nesl, rozhodl se publikovat pod pseudonymem. Ve svých třinácti letech, 18. července 1917, vydal v místním deníku La Mañana esej Entusiasmo y perseverancia, kterou podepsal jako Neftalí Reyes. Toto jméno používal do poloviny roku 1920, kdy v jednom časopise náhodně našel jméno Jana Nerudy, s jehož dílem se seznámil až později. Nerudovo příjmení přijal jako svůj pseudonym. Naopak jméno Pablo zvolil podle svého oblíbeného francouzského básníka Paula Verlaina. 28. prosince 1946 přijal pseudonym Pablo Neruda úředně jako své občanské jméno. Původ tohoto pseudonymu se neúspěšně pokoušel vypátrat Egon Erwin Kisch, se kterým se Neruda stýkal ve Španělsku a Mexiku. V letech 1950 a 1951 Neruda navštívil Československo. Položil květinu ke starému pomníku Jana Nerudy od Karla Dvořáka, který tenkrát stál na Újezdu na Malé Straně a později byl odstraněn.
| „              | V jednom časopise jsem našel toto české jméno, a ani jsem netušil, že jde o velkého spisovatele, uctívaného veškerým lidem, autora balad a překrásných romancí, jemuž postavili pomník na Malé Straně v Praze. Když jsem po mnoha letech přijel do Československa, položil jsem k nohám jeho vousaté sochy květ. | “ |
| — Pablo Neruda | |   |

## Dvacet básní
Roku 1921 se přestěhoval do Santiaga, aby studoval francouzštinu na Universidad de Chile, ale brzy studium přerušil a začal se plně věnovat poezii. V roce 1923 byla publikována jeho debutová básnická sbírka Kniha soumraku. Další rok následovala kniha Dvacet milostných básní a jedna zoufalá píseň, kolekce milostných básní, které byly kontroverzními pro svoji erotičnost. Zvláště uvážíme-li jeho mladý věk. Obě knihy byly kritikou velmi dobře přijaty a byly přeloženy do mnoha jazyků. V průběhu desetiletí bylo prodáno několik miliónů výtisků Dvaceti básní a tato básnická sbírka se stala jeho nejznámější prací.
Ačkoliv jeho reputace rostla jak v Chile, tak i za jejími hranicemi, on sám byl sužován chudobou. V roce 1927 vzal ze zoufalství čestné konzulství v Rangúnu, v bývalém hlavním městě Myanmaru (dříve Barma). V místě, o kterém předtím nikdy ani neslyšel. Později pracoval ještě v Kolombu (Srí Lanka), Jakartě (Indonésie) a v Singapuru. V Jakartě potkal a vzal si svoji první ženu, vysokou Holanďanku, která pracovala v bance. Jmenovala se Maryka Antonieta Hagenaar Vogelzandová. Přečetl hodně poezie a experimentoval s mnoha různými básnickými styly. Napsal dvoudílné dílo Sídlo na zemi, které obsahovaly mnoho surrealistických básní, které později byly úspěšné.

## Španělská občanská válka
Po návratu do Chile získal diplomatickou funkci v Buenos Aires a poté v Barceloně ve Španělsku. Později nahradil Gabrielu Mistralovou jako konzul v Madridu, kde se stal středem čilého literárního kroužku. Spřátelil se s takovými spisovateli jakými byli Rafael Alberti, Federico García Lorca nebo peruánský básník César Vallejo.
Dcera, Malva Marina Trinidad, se narodila v Madridu v roce 1934. Po celý svůj krátký život trpěla častými zdravotními problémy (obzvláště vodnatostí mozku). Během tohoto období se on sám pomalu odcizil své manželce a seznámil se s Deliou del Carrilovou, argentinskou ženou, která byla o 20 let starší a která se nakonec stala jeho druhou manželkou. S první ženou se rozvedl v roce 1936. Ta se přestěhovala do Holandska s jejich jediným dítětem, které zemřelo v roce 1943.
Když se Španělskem začala šířit občanská válka, začal se politicky angažovat. Díky zkušenostem ze Španělské občanské války a jejích následků přestal myslet na sebe (na individuální štěstí jednotlivce) a soustředil se na své okolí. Stal se zaníceným komunistou a zůstal jím až do konce života. Na jeho příklonu ke komunismu měla velký vliv radikální levicová politika jeho literárních přátel a del Carril, ovšem největší důvodem byla poprava García Lorcy vojenskými ozbrojenými silami Francisca Franca. Pomocí proslovů a spisů se snažil co nejvíce podpořit republikánskou stranu, což potvrdil také publikováním sbírky poezie nazvanou Španělsko v mém srdci. Jeho první žena se přestěhovala s dítětem do Monte Carla a on už je nikdy znovu nespatřil. Po jejich rozchodu se začal plně věnovat del Carril ve Francii.
V následujících volbách v roce 1938 byl zvolen prezident Pedro Aguirre Cerda, kterého podporoval. Prezident jej jmenoval odborným konzulem pro španělskou emigraci v Paříži. Zde měl zodpovědnost za „nejvznešenější úkol, jaký měl kdy na starost“, jak sám nazval přepravování 2 000 španělských uprchlíků držených ve Francii v internačních táborech do Chile na staré lodi nazvané Winnipeg. Někdy bývá obviňován, že umožnil vycestovat pouze komunistům a vynechal všechny ostatní, kteří ale také bojovali na straně republiky. Někteří lidé ovšem tato nařčení odmítají odkazujíce na skutečnost, že osobně vybral pouze několik stovek uprchlíků, zbylí uprchlíci byli vybíráni službou pro evakuaci španělských uprchlíků vedenou Juanem Negrínem, předsedou španělské republikánské vlády v exilu.

## Mexiko
Jeho další diplomatická štace byla jako generální konsul v Mexiko City, kde pobýval od roku 1940 až do roku 1943. Zatímco byl v Mexiku, rozvedl se s Hagenaar, oženil se s del Carril a dověděl se, že jeho dcera zemřela ve věku osmi let během nacistické okupace Holandska z různých zdravotních důvodů. Také se stal přítelem stalinistického vraha Vittoria Vidaliho.
Po neúspěšném pokusu o atentát na Lva Davidoviče Trockého zařídil vízum do Chile pro mexického malíře Davida Alfara Siqueirose, který byl obviněn jako jeden z konspirátorů atentátu. Později o něm řekl, že to udělal na žádost mexického prezidenta Manuela Ávila Camacha. Siqueiros tedy mohl opustit Mexiko City a emigroval do Chile, kde pobýval v jeho soukromé rezidenci. Výměnou za tuto výpomoc Siqueiros strávil přes rok malováním zdí ve škole v Chillánu. Jeho přátelství se Siqueirosem přitahovalo hodně kritiky. Všechna obvinění tvrdící, že jeho záměrem bylo pomoci vrahovi, však odmítl jako nepodložená a ke kritice se vyjádřil jako k „senzacechtivému politicko-literárnímu obtěžování“. V Mexiku se setkal se známým mexickým spisovatelem Octaviem Pazem.

## Návrat do Chile
V roce 1943 po svém návratu do Chile procestoval Peru, kde navštívil Machu Picchu. Strohá krása incké pevnosti ho později inspirovala k napsání básně o tomto místu. Téma starověkých amerických civilizací více rozebral ve sbírce Veliký zpěv. V tomto díle opěvuje dokončení Machu Picchu, ale zároveň odsuzuje otroctví, které toto dostavění umožnilo. Ve zpěvu XII volá mrtvé mnoha století, aby povstali a skrze něj promluvili. Martin Espada, básník a profesor tvůrčího psaní na Massachusettské univerzitě, prohlásil toto dílo za mistrovský kus řka, že: „Není větší politické básně“.

## Stalinismus
Zocelen osobními zkušenostmi ze španělské občanské války, tak jako i mnoho jiných levicově smýšlejících intelektuálů jeho generace, začal obdivovat Sovětský svaz a Josefa Stalina. Hlavně proto, jakou roli sehrál Stalin při porážce nacistické armády (báseň Zpěv o Stalingradu v roce 1942). V roce 1953 byl oceněn Stalinovou cenou míru. Týž rok na Stalinovu počest o něm napsal ódu. Psal také (během druhé světové války) chvalozpěvy na Fulgencia Batistu (Pozdrav Batistovi) a později i na Fidela Castra.

Horlivý stalinismem dokonce rozbil dlouholeté přátelství s Octaviem Pazem, který to komentoval takto: „Neruda se stával víc a víc stalinistou, zatímco já jsem byl Stalinem nadšený čím dál tím míň“. Střet jejich rozdílných názorů se nejvíc projevil v roce 1939, když nacistické Německo uzavřelo se Sovětským svazem pakt Ribbentrop–Molotov, ve kterém se dohodli na vzájemném neútočení. V hádce o Stalinovi se dokonce málem poprali. Přesto Paz považoval Nerudu za „největšího básníka jeho generace“. Alexandr Solženicyn v jedné eseji napsal,
když uvažuji o Nerudovi a ostatních slavných stalinistických spisovatelích, nabíhá mi husí kůže, jakou mám třeba při čtení některých pasáží Danteho Pekla. Není pochyb, že začínali s komunismem v dobré víře, ale nevědomě se více a více zapletou do sítě lží, klamu, falše, podvodů a zrad až nakonec ztratí svoje duše.
Vladimíra Iljiče Lenina nazval „největším géniem tohoto století“ . V jiné řeči (5. června 1946) vzdal hold sovětskému vůdci Michailu Kalininovi, který pro Nerudu byl „mužem vznešeného života“, a „ohromným budovatelem budoucnosti“.
Později začal litovat, že podporoval sovětské vůdce. Po proslulém Tajném projevu Nikity Chruščova na dvacátém komunistickém sjezdu v roce 1956, ve kterém kritizoval „kult osobnosti“, který obklopoval Stalina, a ve kterém ho obvinil ze spáchání zločinů během velkých čistek, napsal ve svých memoárech: „Přispěl jsem k vytvoření Stalinova kultu osobnosti“, vysvětluje, že „tehdy se nám Stalin zdál jako dobyvatel, který rozdrtil Hitlerovy armády.“ Přes všechna rozčarování způsobená Stalinem nikdy neztratil původní víru v komunismus jako takový a zůstal věrný straně. Pečlivě si hlídal, aby nenahrál svým ideologickým nepřátelům, proto např. veřejně odmítl odsoudit sovětské utiskování autorů „disidentů“, jakými byli např. Boris Pasternak a Josif Brodskij. S tímto postojem nesouhlasili dokonce ani někteří jeho nejvěrnější příznivci.

## Senátor
4. března 1945 byl zvolen za komunistickou stranu senátorem pro severní provincie Antofagasta a Tarapacá v suché a nehostinné krajině atakamské poušti. Oficiálně se připojil k chilské komunistické straně o čtyři měsíce později.
V roce 1946 radikální prezidentský kandidát strany, Gabriel González Videla, Nerudu požádal, aby dělal manažera jeho kampani. González Videla byl podporován koalicí levicových stran a Neruda pro jeho podporu vedl urputnou předvolební kampaň. Ovšem jakmile byl ve své prezidentské funkci, obrátil se González Videla proti komunistické straně. Zlomovým bodem se stalo násilné potlačení stávky vedené komunistickými horníky v Lotě v říjnu 1947, kde byli stávkující dělníci nahnáni do ostrovních vojenských věznic a do koncentračního tábora ve městě Pisagua. Nerudova kritika Gonzáleze Videly dosáhla svého vrcholu v dramatickém proslovu v chilském senátu 6. ledna 1948. Měl název Yo acuso (Obviňuji) a Neruda v něm přečetl jména horníků a jejich rodin, které byly uvězněny v koncentračním táboře.

## Exil
O několik týdnů později se začal skrývat a cestoval se ženou od domu k domu, skrýván svými příznivci a obdivovateli po dalších třináct měsíců. Zatímco se skrýval, byl oficiálně sesazen z funkce senátora a v září 1948 byla zákonem Ley de Defensa Permanente de la Democracia (zákon o trvalé obraně demokracie) zakázána komunistická strana. Zákon byl kritiky nazýván Ley Maldita („prokletý zákon“). Tento zákon odstranil přes 26 000 lidí z volebních registrů, tudíž potlačoval jejich právo volit. Nerudův život v ilegalitě skončil v březnu 1949, když uprchl na koni přes Andy do Argentiny.
Následující tři roky strávil exilu. V Buenos Aires potkal přítele, budoucího laureáta Nobelovy ceny a romanopisce Miguela Ángela Asturiase, který pracoval na guatemalské ambasádě. Protože mezi těmito muži byla nepatrná podoba, mohl Neruda vycestovat do Evropy na Asturiasův cestovní pas. Pablo Picasso zařídil jeho příjezd do Paříže, a tak mohl Neruda překvapit svou přítomností světový kongres mírových sil. Chilská vláda mezitím popírala, že by mohl utéci ze země.
Většinu času v exilu strávil častým cestováním napříč Evropou a návštěvami Indie, Číny a Sovětského svazu. Jeho cesta do Mexika ke konci roku 1949 se protáhla kvůli zánětu žil, který ho postihl. Byla najata chilská zpěvačka Matilda Urrutiová, aby se o něj starala. Zamiloval se do ní a o pár let později se stala jeho třetí manželkou. Matilda Urrutiová se stala múzou, která ho inspirovala k napsání sbírky Kapitánovy verše, kterou anonymně publikoval v roce 1952.
V době jeho pobytu v Mexiku byla publikována obsáhlá epická sbírka Veliký zpěv, Whitmanovsky zpracovaný soupis historie, geografie, fauny a flóry Jižní Ameriky doplněný jeho vlastním pozorováním a zkušenostmi. Mnoho z básní pojednává o jeho ilegalitě v Chile, kde většinu básní také složil. Dokonce když prchal na koni, měl rukopis tohoto díla s sebou. O měsíc později bylo v Chile publikováno v různých vydáních pět tisíc kopií, o což se zasloužila zakázaná komunistická strana. Vycházela přitom z jeho rukopisu. V Mexiku mu bylo uděleno čestné občanství.
Jeho pobyt v roce 1952 ve vile vlastněné italským historikem Edwinem Ceriem na ostrově Capri byl později zbeletrizován v populárním filmu Il Postino (Pošťák, 1994).

## Návrat do Chile
V roce 1952 byla hlavně díky korupčním skandálům González-Videlova vláda odepsaná. Chilská socialistická strana se rozhodla navrhnout jako kandidáta pro prezidentské volby v září 1952 Salvadora Allendeho a chtěla, aby on sám stál na její straně tak, aby jako chilská nejvýznamnější levicově smýšlející osobnost podpořil její kampaň.
V srpnu roku 1952 se Neruda vrátil do vlasti i k druhé ženě, Delii del Carrilové, která přijela o několik měsíců dříve, ale manželství se brzy rozpadlo. Del Carrilová se dozvěděla o jeho vášnivém milostném poměru s Matildou Urrutiovou, opustila ho v roce 1955 a odstěhovala se zpátky do Evropy. Přestože si přál strávit s Urrutiovou zbytek života v Chile, podnikl mnoho zahraničních cest a působil jako Allendeův velvyslanec ve Francii v letech 1970–1973.
V této době už byl světoznámým básníkem a jeho knihy byly přeloženy do všech světových jazyků. Vyjadřoval se také k politicky ožehavým problémům, např. v Kubánské krizi prudce kritizoval USA (později podobně kritizuje USA kvůli válce ve Vietnamu). Ovšem činnost věhlasného levicového intelektuála, který si nebere servítky, značně přitahovala ideologické oponenty. Kongres kulturní svobody, antikomunistická organizace založená americkou CIA, učinil Nerudu svým primárním cílem a spustil kampaň, aby podkopal jeho reputaci oživením starého tvrzení, že byl spolupachatelem při útoku na Trockého v Mexiku City v roce 1940. Kampaň nabrala na obrátkách, když se zjistilo, že se stal jedním z kandidátů na Nobelovu cenu v roce 1964, kterou ale nakonec obdržel Jean-Paul Sartre.

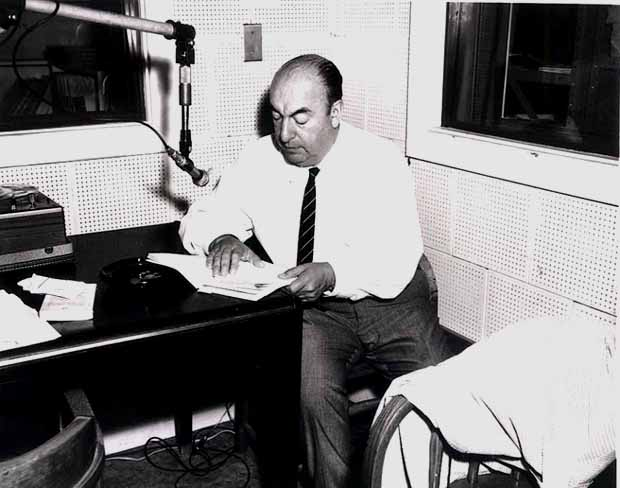
Neruda nahrávající svoji poezii pro americkou Knihovnu Kongresu v roce 1966.

V roce 1966 byl Neruda pozván, aby se zúčastnil mezinárodního zasedání PEN klubu v New York City. Oficiálně neměl dovoleno vstoupit do USA, protože byl komunista, ale pořadatel zasedání, dramatik Arthur Miller, nakonec zvítězil nad Johnsonovou státní administrativou a Neruda obdržel americké vízum. Pořádal autorská čtení v nacpaných halách a dokonce nahrál nějaké básně pro Knihovnu Kongresu. Miller později vyjádřil názor, že jeho (Nerudova ?) přilnavost ke komunistickým ideálům v 30. letech, byla výsledkem jeho neustálého vyloučení z tzv. „buržoazních společností“. Vzhledem k přítomnosti mnoha spisovatelů východního bloku napsal později mexický spisovatel Carlos Fuentes, že zasedání PEN klubu znamenalo „začátek konce“ studené války.

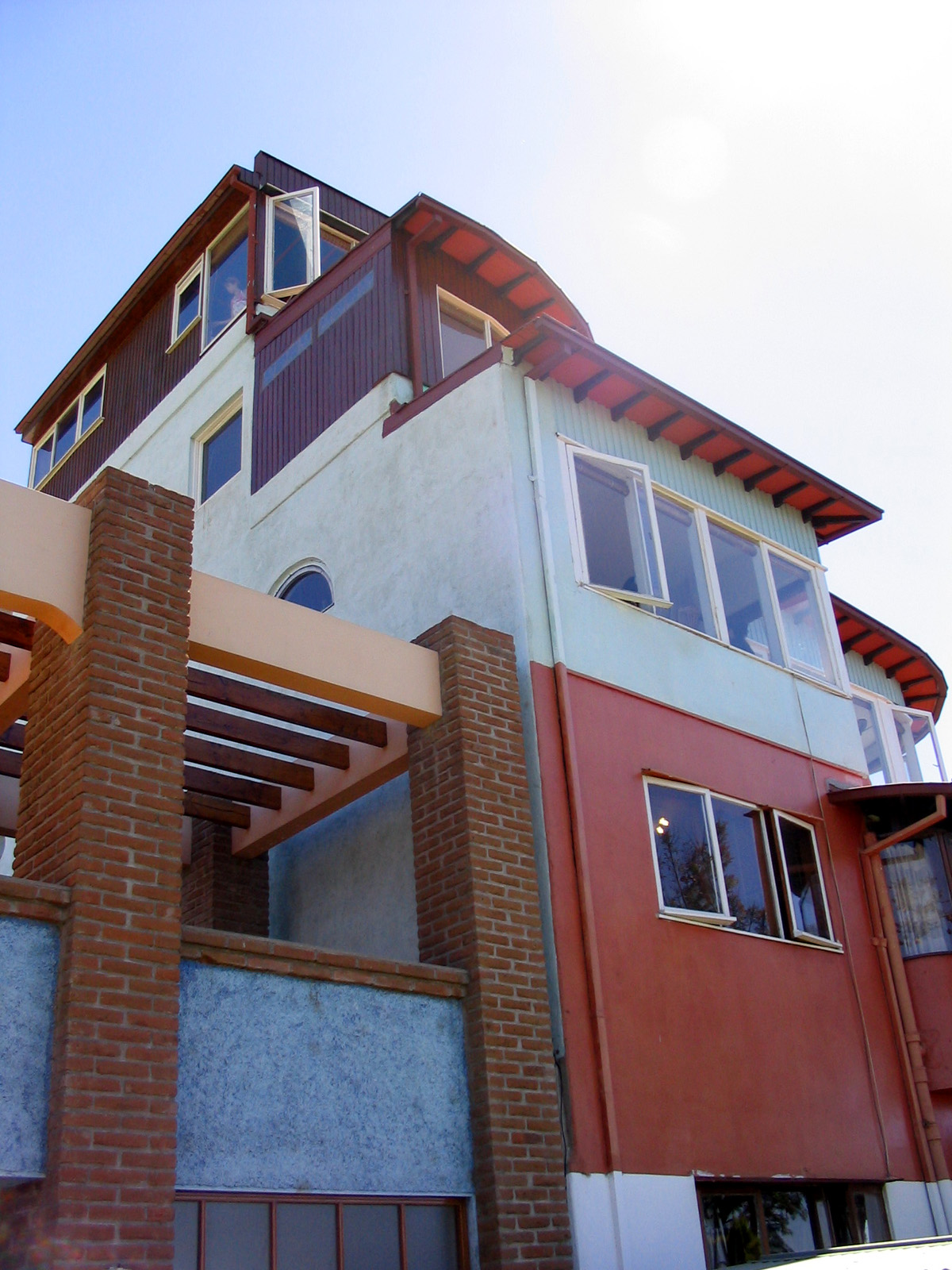
La Sebastiana, Nerudův dům ve Valparaísu.

Ještě před návratem do Chile se Neruda zastavil v Peru, kde pořádal autorská čtení nadšeným davům v Limě a Areqipě a byl přijat prezidentem Fernandem Belaúndem Terrym. Avšak návštěva měla rychlý a nepříjemný důsledek. Peruánská vláda vystoupila proti kubánské vládě Fidela Castra a v roce 1966 byl Nerudovi doručen dopis podepsaný více než stovkou kubánských intelektuálů, kteří jej obvinili ze spolčování se s nepřítelem. Tato záležitost byla pro něj obzvláště bolestná, protože již dříve vyslovil podporu kubánské revoluci. Od té doby už nikdy znovu Kubu nenavštívil, dokonce ani po pozvání v roce 1968.
Po smrti Che Guevary v Bolívii v roce 1967 napsal několik článků, ve kterých lituje ztráty „velkého hrdiny“. V téže době řekl svému příteli Aidovi Figuerovi, aby neplakal za Chea, ale za Luise Emilia Recabarrena, otce chilského komunistického hnutí, který na rozdíl od Cheova násilnému způsobu prosazoval neválečnou revoluci.

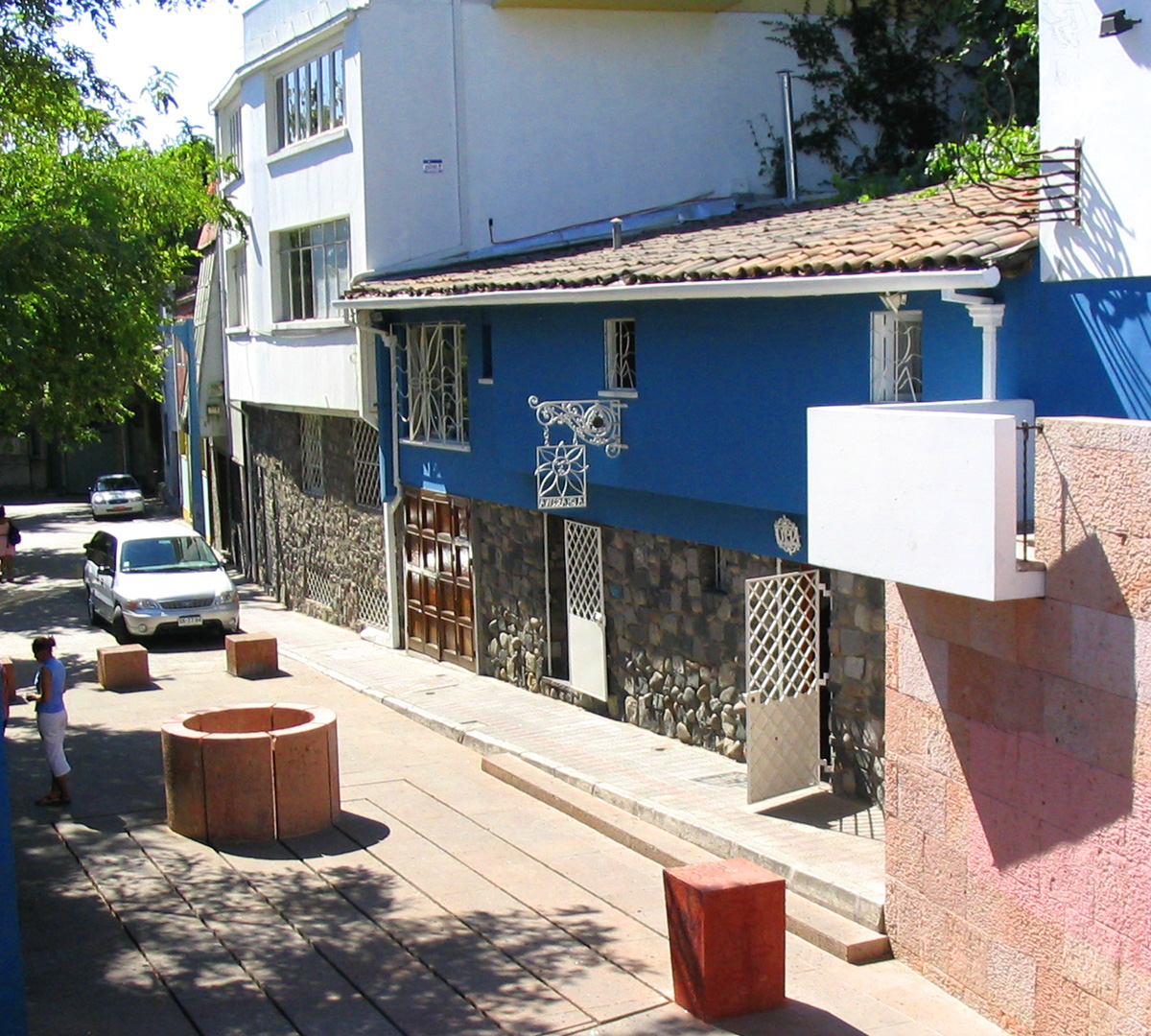
La Chascona, Nerudův dům v Santiagu v Chile.

## Poslední roky života
V roce 1970 byl nominován jako kandidát na chilského prezidenta, ale nakonec kandidaturu odmítl a podpořil kandidáta Salvadora Allendeho, který později volby vyhrál a byl uveden do úřadu v roce 1970 jako první demokraticky zvolená socialistická hlava státu. Krátce poté Allende Nerudu jmenoval chilským velvyslancem ve Francii (v letech 1970–1972; jeho poslední diplomatická štace). Do Chile se vrátil o dva a půl roku později kvůli svému chatrnému zdraví.

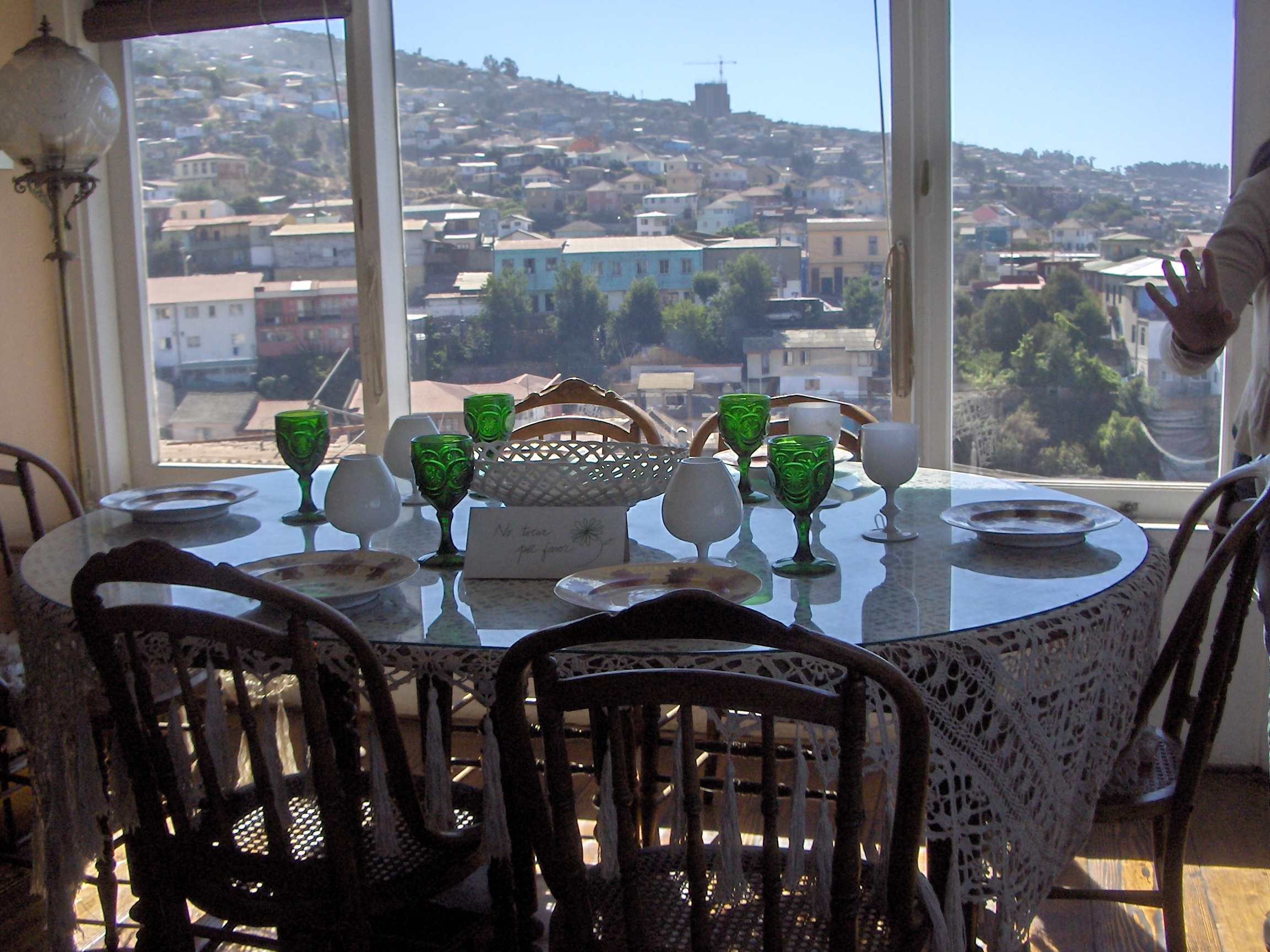
Uvnitř "La Sebastiany", domov Pabla Nerudy ve Valparaísu

V roce 1971 získal cenu, o kterou léta usiloval. Byl konečně oceněn Nobelovou cenou. Prosadit rozhodnutí o jeho výhře nebylo vůbec jednoduché, protože někteří členové komise nezapomněli na glorifikaci Stalina. Ale jeho švédský překladatel Artur Lundkvist udělal, co mohl, aby mu zajistil tuto světoznámou cenu.
Vzhledem k častějším nepokojům v roce 1973 Neruda, tehdy už smrtelně nemocný s rakovinou prostaty, byl zničen zvyšujícími se útoky na Allendeho vládu. Vojenský převrat vedený generálem Augustem Pinochetem 11. září znamenal konec pro jeho sen marxistického Chile. Krátce poté během prohledávání jeho domu a podzemí ve vesnici Isla Negra chilskými ozbrojenými silami poznamenal:
 „Podívejte se okolo – je zde pouze jediná věc, která vás může ohrozit – tou je poezie."
Zemřel na srdeční infarkt večer 23. září 1973 v santiágské nemocnici Santa María. Po jeho smrti byly oba jeho domy ve Valparaísu a v Santiagu vypleněny a zdemolovány. Pohřeb se konal za masivní přítomnosti policie. Truchlící lidé využili situace k protestům proti novému režimu, který byl ustaven teprve necelé dva týdny.

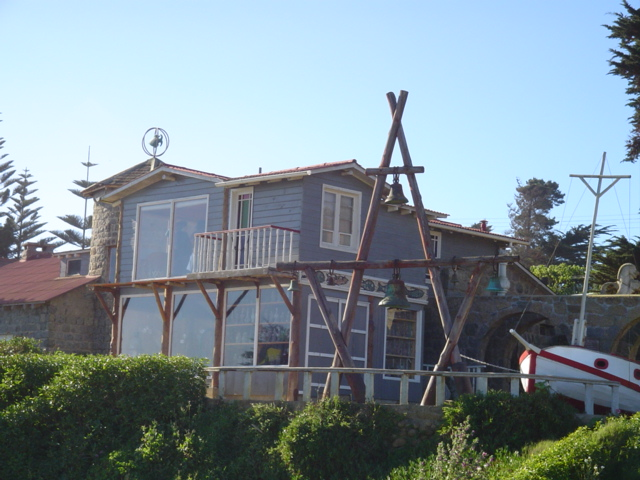
Casa la Isla Negra, Nerudův třetí domov v Chile

Matilda Urrutiová hned nato sestavila a vydala jeho memoáry Vyznávám se, že jsem žil, které obsahovaly i jeho poslední báseň Right Comrade, Its the Hour of the Garden, na kterých pracoval pouhých několik dní před svou smrtí. Tyto a jiné aktivity ji přivedly do konfliktu s Pinochetovou vládou, která nepřetržitě usilovala o omezení jeho vlivu na chilské kolektivní povědomí. A tak byla jeho poezie v Chile juntou zakázána až do obnovení demokracie v roce 1990. Vlastní paměti Urrutiové, Můj život s Pablem Nerudou, byly uveřejněny posmrtně v roce 1986.
V Chile vlastnil tři domy; dnes jsou všechny otevřeny jako veřejná muzea: La Chascona v Santiagu, La Sebastiana ve Valparaísu a Casa de Isla Negra ve vesnici Isla Negra, kde jsou oba, on i Matilda Urrutiová, pohřbeni. Jeho básně měly velký vliv na hudbu frontmana Johnyho Rzeznika a jeho rockovou kapelu --"The Goo Goo Dolls". Rzeznik se inspiroval Nerudovou básní "The Beggars" k napsání alba "Gutterflower".

## Dílo

### Sbírky básní
- Kniha soumraku – (1923)
- Dvacet básní o lásce a jedna píseň ze zoufalství – (1924, česky vyšla v r. 1964)
- Nadšený pracovník – (1933, psáno 1923) a Pokus o nekonečného člověka – (1926) jsou prvními pokusy o cyklickou poezii, zahrnující svět v rozměru kosmickém i historickém
- Sídlo na zemi – (1935, česky vyšla v r. 1976) – vrcholná sbírka básní prvního období; pod chaotičností rozbitého světa objevuje osamělý jedinec tušení jednoty vesmíru, básník sestupuje do nitra hmoty, do temných hlubin země a času, kdy vše bylo bez tvaru a beze jména, odkud povstává poezie opakující zrození světa, básně intimní a lyrické, silně eroticky nabité, také básně inspirované autorovým pobytem v jihovýchodní Asii a ve Španělsku
- Španělsko v srdci – (1937, česky vyšla v r. 1946 a 1976) – básník kronikář každodenních bojů a „všech věcí“, vznikla z politické aktivity na pomoc republikánskému Španělsku
- Veliký zpěv – (1950, česky vyšla v r. 1978)- lyricko-epická skladba o patnácti oddílech, básnická epopej Latinské Ameriky od jejího zrodu přes inckou minulost „kamenné matky Machu Picchu", období kolonialismu a osvobozeneckých bojů, diktátorských režimů až k oslavě rodné země a jednotlivých oblastí jihoamerického kontinentu a Tichého oceánu a vzdání díků všem, kdo se zasloužili o rozvoj země, součástí je i vyjádření lidské solidarity a litanická výzva na obranu míru, toto dílo je chápáno jako Nerudův odklon od dřívější hermetické poezie úzkosti a samoty lidského individua k poezii jako zbrani v revolučním boji, ale také krásy světa v jeho složitosti a rozpornosti, historické a přírodní provázanosti
- Kapitánovy verše – (1952, česky vyšla v r. 1979)
- Hrozny a vítr – (1954)- sbírka, která obsahuje i báseň Pražský rozhovor věnovanou Juliu Fučíkovi
- Elementární ódy – (1954)
- Kniha výstředností – (1958) – vyjádření světa v jeho rozpornosti
- Sto milostných sonetů – (1959, česky vyšla v r. 1985)
- Plné moci – (1962)
- Zápisník z Isla Negra – (1964)
- Konec světa – (1969)
- Ještě – (1969, česky vyšla v r. 1974)
- Plamenný meč – (1970)
- Nebeské kameny – (1970)
- Valparaíso – (1971)
- Neužitečná geografie – (1972)
- Oddělená růže – (1972)
- Výzva k nixonvraždě a chvála chilské revoluce – (1973)
- Zimní zahrada – (1974)
- Žluté srdce – (1974)
- 2000 – (1974)
- Elegie – (1974)
- Kniha otázek – (1974)

### Lyrické prózy
- Prsteny – (1926)
- Dům na písku – (1966)

### Drama
- Sláva a smrt Joaquína Murieta – (1967, česky vyšla v r. 1974)

### Paměti
- Vyznávám, že jsem žil – (1974, česky vyšla v r. 1976)

### Eseje
- Pro zrození jsem se narodil – (1978)

### České výbory básní
- Básně – (1952)
- Hrozny a vítr – (1959)
- Semena bouře – (1961)
- Ať procitne dřevorubec – (1973)

## Ukázka
| Originál | Český překlad |
| --- | --- |
| Si tú me olvidas Quiero que sepas una cosa. Tú sabes cómo es esto: si miro la luna de cristal, la rama roja del lento otoño en mi ventana, si toco junto al fuego la impalpable ceniza o el arrugado cuerpo de la leña, todo me lleva a ti, como si todo lo que existe, aromas, luz, metales, fueran pequeños barcos que navegan hacia las islas tuyas que me aguardan. Ahora bien, si poco a poco dejas de quererme dejaré de quererte poco a poco. Si de pronto me olvidas no me busques, que ya te habré olvidado. Si consideras largo y loco el viento de banderas que pasa por mi vida y te decides a dejarme a la orilla del corazón en que tengo raíces, piensa que en ese día, a esa hora levantaré los brazos y saldrán mis raíces a buscar otra tierra. Pero si cada día, cada hora sientes que a mí estás destinada con dulzura implacable. Si cada día sube una flor a tus labios a buscarme, ay amor mío, ay mía, en mí todo ese fuego se repite, en mí nada se apaga ni se olvida, mi amor se nutre de tu amor, amada, y mientras vivas estará en tus brazos sin salir de los míos. | Jestli na mě zapomeneš Chtěl bych, abys věděla jednu věc. Však víš, o co jde: když můj zrak spočine na skleněném Měsíci, načervenalé větvi pomalého podzimu v mém okně, když se poblíž ohně dotknu vláčného popelu nebo zvrásněného těla polene, vše mě k tobě unáší. Jako by všechno, co existuje – vůně, světlo, kovy – byly malé bárky, které plachtí vstříc tvým ostrovům, jež na mě čekají Nuže, teď: pokud mě kousek po kousku přestaneš milovat, přestanu milovat i já tebe kousek po kousku. Pokud na mě náhle zapomeneš, už mě nehledej, neboť já na tebe již zapomněl. Pokud považuješ za zdlouhavé a šílené vichry skučící korouhvemi mého života a rozhodneš se mě nechat na pobřeží mého srdce, kde jsem zapustil kořeny, věz, že téhož dne, téže hodinu zvednu své paže a vytrhnu své kořeny, abych našel jinou zemi. Ale: pokud každý den, každou hodinu víš, že's mi předurčena s nesmiřitelnou sladkostí; pokud se každý den tvá květina pne vyhledat mé rty lásko má, má jediná, ve mně se opakuje veškerý tento oheň ve mně nic není potlačeno ani zapomenuto má láska je živena z té tvé, milovaná, a pokud budeš žít, bude v objetí tvém, aniž by opustila moje. |

## Nerudův odkaz
- Neruda psal vždy zeleným inkoustem, protože to je barva naděje.
- Neruda byl dobrý přítel venezuelských intelektuálů a diplomatů, jakými byli např. Arturo Uslar Pietri Juan Oropeza nebo Miguel Otero Silva.
- Neruda je stručně zmíněn v písni „En El Ultimo Lugar Del Mundo“ od Ricarda Montanera.
- V seriálu Simpsonovi je Neruda zmíněn v epizodě Bart prodává duši v 7. sérii (Líza: "Hmm. Ve spisech Pabla Nerudy stojí, že smích je jazykem ducha" Bart: "Já vím dobře, co napsal Pablo Neruda.")
- Pablo Neruda je zmíněn v seriálu How I Met Your Mother (Jak jsem poznal vaši matku) v epizodě "The Naked Man (Naháč)" a v epizodě "The Three Days Rule (Třídenní pravidlo)"
- Pablo Neruda je zmíněn ve filmu Opravdově, šíleně, hluboce (1991).
- Pablo Neruda je krátce zmíněn ve filmu Deník motocyklisty jako inspirace Che Guevary.
- Madonna zhudebnila Nerudovu báseň Si tú me olvidas
- Jihoafrický muzikant Johnny Clegg hodně čerpal z Nerudovy rané tvorby se skupinou Juluka.
- Řecký skladatel Mikis Theodorakis zhudebnil slavný " Veliký zpěv " (jedna z Nerudových nejslavnějších básní), když byl vyhnán z vlasti řeckou diktaturou (1967–1974).